# Eupithecia georgii
Eupithecia georgii är en fjärilsart som beskrevs av Mcdunnough 1952. Eupithecia georgii ingår i släktet Eupithecia och familjen mätare. Inga underarter finns listade i Catalogue of Life.